# Myrsine aquilonia
Myrsine aquilonia är en viveväxtart som beskrevs av De Lange och Heenan. Myrsine aquilonia ingår i släktet Myrsine och familjen viveväxter. Inga underarter finns listade i Catalogue of Life.